# Karlstad Airport
Karlstad Airport, (IATA: KSD, ICAO: ESOK) er en lufthavn placeret 18 km nord/vest for Karlstad, 10 km syd for Kil i Värmlands län i Sverige. I 2009 ekspederede den 86.456 passagerer og 1.826 landinger. 

## Historie
Den første lufthavn ved Karlstad blev indviet i 1944 og var placeret i forstaden Jakobsberg umiddelbart syd/vest for centrum af byen, nær floden Klarälven. Efterhånden som byen udviklede sig og blev større kom der bebyggelse tæt på start og landingsbanen, og flere begyndte at klage over støj fra de lavtgående fly.
I 1993 besluttede man at etablere en ny lufthavn ved Våldalen, nord for centrum af Karlstad. Den blev færdigbygget i 1997 og indviet samme år. Den forhenværende lufthavn ved Jakobsberg blev derefter brugt til skole- og svævefly, men i dag er området en del af et golfanlæg.

## Selskaber og destinationer
- Skyways – København og Stockholm-Arlanda.

Derudover har 3 rejseselskaber jævnligt charterafgange til destinationer i Grækenland, Spanien og Tyrkiet.

### Trafiktal
| År   | Passagerer | % forskel | Landinger | % forskel |
| ---- | ---------- | --------- | --------- | --------- |
| 2009 | 86.456     | 27,2      | 1.826     | 25,8      |
| 2008 | 118.909    | 0         | 2.461     | 2         |
| 2007 | 119.107    | 6         | 2.511     | 2         |
| 2006 | 112.392    | 22        | 2.452     | 23        |
| 2005 | 144.365    | 10        | 3.166     | 5         |
| 2004 | 160.335    | Fald      | 3.008     | Stigning  |
| 2003 | 171.680    | Fald      | 2.803     | Fald      |
| 2002 | 219.072    | Fald      | 2.823     | Fald      |
| 2001 | 262.105    | Fald      | 3.346     | Fald      |
| 2000 | 291.506    | Stigning  | 3.789     | Stigning  |
| 1999 | 271.441    | -         | 3.775     | -         |